# Holedeck
 (juin 2024).
La mise en forme du texte ne suit pas les recommandations de Wikipédia : il faut le « wikifier ».
Les points d'amélioration suivants sont les cas les plus fréquents :
- Les titres sont pré-formatés par le logiciel. Ils ne sont ni en capitales, ni en gras.
- Le texte ne doit pas être écrit en capitales (les noms de famille non plus), ni en gras, ni en italique, ni en « petit »…
- Le gras n'est utilisé que pour surligner le titre de l'article dans l'introduction, une seule fois.
- L'italique est rarement utilisé : mots en langue étrangère, titres d'œuvres, noms de bateaux, etc.
- Les citations ne sont pas en italique mais en corps de texte normal. Elles sont entourées par des guillemets français : « et ».
- Les listes à puces sont à éviter, des paragraphes rédigés étant largement préférés. Les tableaux sont à réserver à la présentation de données structurées (résultats, etc.).
- Les appels de note de bas de page (petits chiffres en exposant, introduits par l'outil «  Source ») sont à placer entre la fin de phrase et le point final[comme ça].
- Les liens internes (vers d'autres articles de Wikipédia) sont à choisir avec parcimonie. Créez des liens vers des articles approfondissant le sujet. Les termes génériques sans rapport avec le sujet sont à éviter, ainsi que les répétitions de liens vers un même terme.
- Les liens externes sont à placer uniquement dans une section « Liens externes », à la fin de l'article. Ces liens sont à choisir avec parcimonie suivant les règles définies. Si un lien sert de source à l'article, son insertion dans le texte est à faire par les notes de bas de page.
- La présentation des références doit suivre les conventions bibliographiques. Il est recommandé d'utiliser les modèles {{Ouvrage}}, {{Chapitre}}, {{Article}}, {{Lien web}} et/ou {{Bibliographie}}. Le mode d'édition visuel peut mettre en forme automatiquement les références.
- Insérer une infobox (cadre d'informations à droite) n'est pas obligatoire pour parachever la mise en page.

Pour une aide détaillée, merci de consulter Aide:Wikification.
Si vous pensez que ces points ont été résolus, vous pouvez retirer ce bandeau et améliorer la mise en forme d'un autre article.
 (juin 2024).

Holedeck (hˈo͡ʊldɛk) est un type de structure en béton armé caractérisé par des perforations latérales, qui réduisent le volume de béton et permettent le passage d'installations.

## Design
La conception est basée sur les principes de la structure osseuse allégée et triangulée des oiseaux.
Pour la construction des fenêtres transversales, on utilise des moules tronconiques spéciaux, démontables et réutilisables, qui sont retirés latéralement après le coulage du béton. Cette technologie a été brevetée et développée par l'architecte espagnol Alberto Alarcón García.

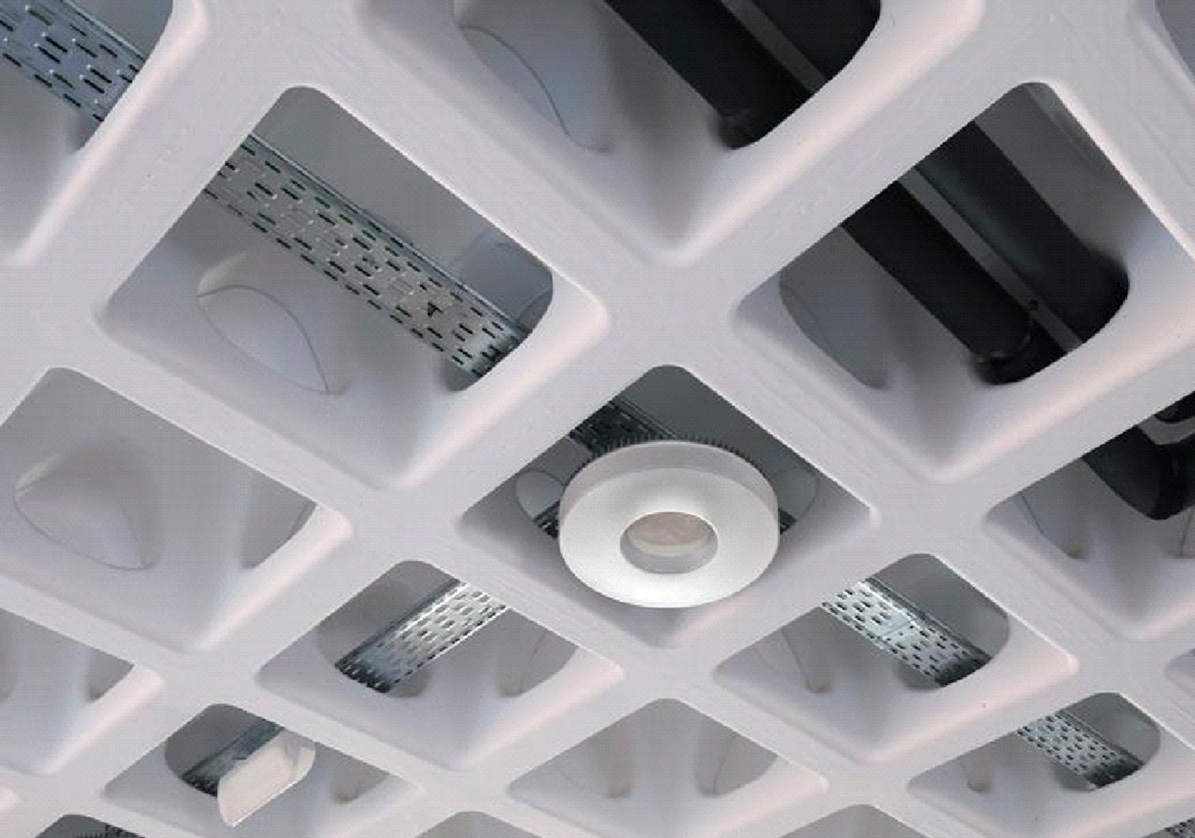
Système bidirectionnel

## Configurations
La structure a deux configurations: unidirectionnelle ou en grille orthogonale ou triangulaire. Pour les configurations en treillis, le comportement structurel et le calcul sont similaires à ceux des autres structures en treillis.

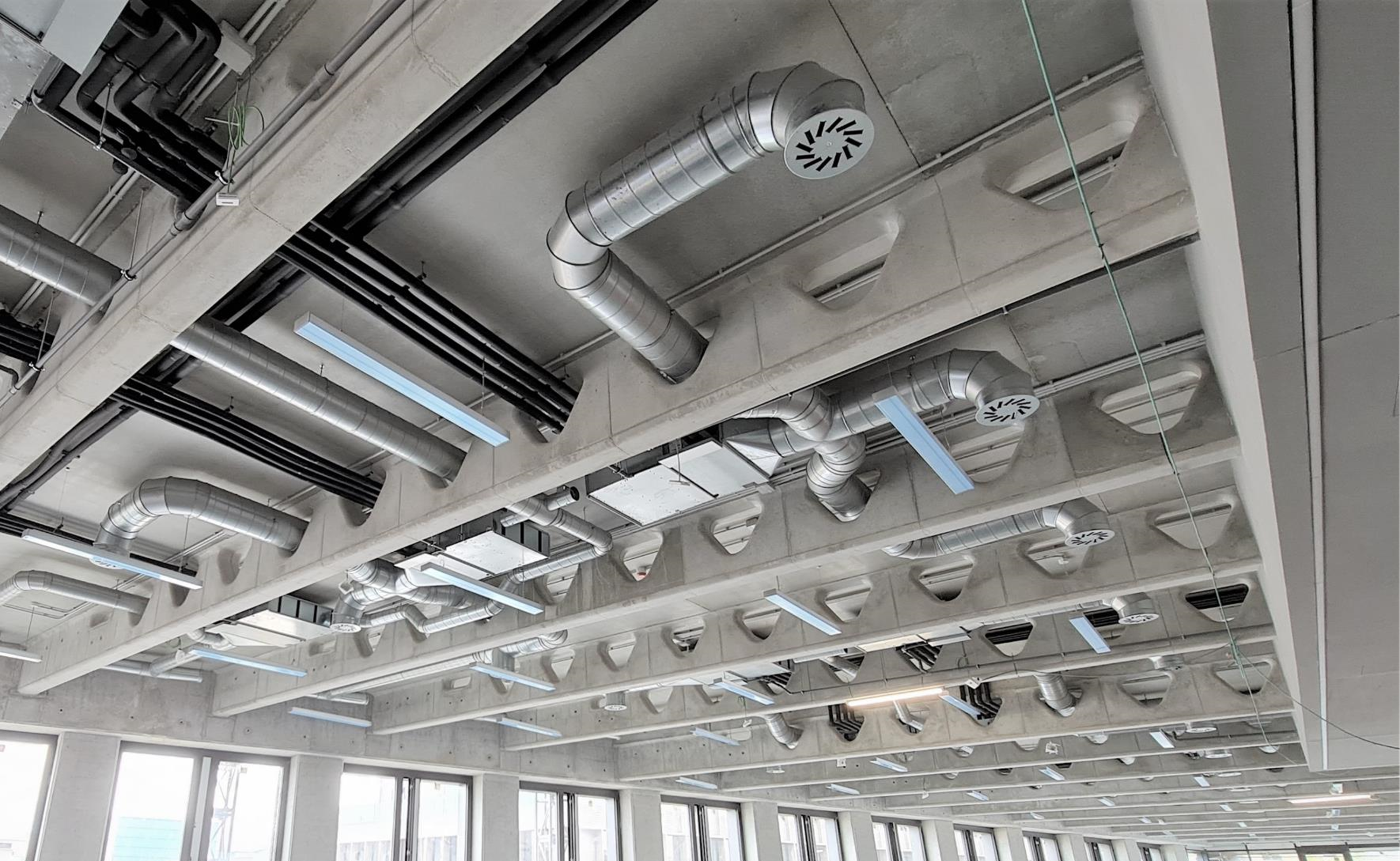
Système unidirectionnel

Dans le cas du système unidirectionnel, la disposition est similaire à celle d'une poutrelle et d'un treillis conventionnels in-situ. Le cisaillement de la structure est résolu par l'application littérale du modèle des tirants et des bielles est calculé de la même manière que les structures en béton sans perforations.
Ces structures conviennent pour des portées comprises entre six et vingt-deux mètres, ce qui en fait un choix optimal pour la construction de structures en béton durables.

## Caractéristiques
- Réduction de la consommation de béton et d'acier. La couche de compression a une épaisseur minimale de 8 à 12 cm, en stricte conformité avec les réglementations structurelles en matière d'incendie. Les poutrelles sont espacées de 1 à 3 mètres, ce qui permet d'utiliser structurellement cette couche de compression, allégée par les perforations. Pour une optimisation plus poussée, elles peuvent être précontraintes par post-tension.

- Minimisation de la consommation de béton et d'acier permettant de réduire l'empreinte carbone embarquée d'environ 50% par rapport à une dalle allégée[1].

- Élimination possible des faux plafonds et des planchers surélevés. L'installation et la maintenance des équipements sont facilitées.

- Réduction possible de la hauteur du bâtiment en intégrant les installations et la structure dans la même épaisseur.

- Bonne géométrie pour l'activation thermique grâce à la grande surface en contact avec l'air et à un volume de béton inférieur à celui d'une dalle.

## Bâtiments construits
"Edificio Logytel I+D", Alcalá de Henares. 2012. Arquitectos: Alarcón+Arquitectos.
"Oficinas Badajoz 97", Barcelona. 2019. Arquitectos: Batlleiroig Arquitectura. Promotor: Conren Tramway.
"Ampliación de la sede de Roche Diagnostics" , Sant Cugat del Vallès. 2022. Arquitectos: Batlleiroig Arquitectura.
"Edificio 77A", Elche. 2021. Arquitectos: Antonio Pérez Serrano arquitecto + Serrano y Valderrama Arquitectos.
"Campus Méndez Álvaro MADNUM". Madrid. 2023. Arquitectos: Estudio Lamela.

## Reconnaissance
"Innovation Award" del CTBUH el año 2015.
"Programa Retos de la Colaboración", 2017 del Ministerio de Ciencia, Innovación y Universidades. En colaboración con el Instituto Eduardo Torroja, IECA y FEDER
"Advanced Architecture Awards", 2021.
"Premios Everis", 2014 de la Fundación Everis.
"Premio EmprendedorXXI", 2012 de Caixabank.